# Infiesto
Infiesto è un film del 2023 diretto da Patxi Amézcua.

## Trama
Mentre il Coronavirus sconvolge le loro vite, due poliziotti indagano sui responsabili di un rapimento capendo che fa parte di uno schema molto inquietante.

## Distribuzione
Il film è stato distribuito sulla piattaforma Netflix a partire dal 3 febbraio 2023.